# Guess My Age: Saurez-vous deviner mon âge?
Guess My Age: Saurez-vous deviner mon âge? è stato un game show televisivo a premi francese, prodotto da Vivendi, andato in onda dall'11 giugno 2016 al 25 agosto 2017 su C8, con la conduzione di Jean-Luc Lemoine.

## Svolgimento

### Versione con 6 sconosciuti
In ogni puntata, una coppia di concorrenti. deve difendere il montepremi di 100.000 euro, indovinando l'età esatta di cinque persone comuni mai apparse in televisione e totalmente sconosciute. Nella prima fase di gioco, i concorrenti per ogni sconosciuto hanno a disposizione cinque indizi per poter indovinare l'età corretta che sono:
- La canzone: Viene fatto sentire ai concorrenti un brano uscito nell'anno di nascita dello sconosciuto;;
- Il VIP: Viene mostrata la foto di un personaggio famoso nato nello stesso anno dello sconosciuto;
- L'evento: I candidati vedono una foto di un evento che si è verificato durante l'anno di nascita dello sconosciuto;
- Il ricordo: nel quale viene raccontato un aneddoto sulla vita dello sconosciuto che ha a che fare con l'anno in cui è nato;
- Lo zoom: nel quale, viene data la possibilità ai concorrenti di scrutare lo sconosciuto più da vicino.

Inizialmente, la coppia di concorrenti deve fare una stima provvisoria sull'età dello sconosciuto, poi, una volta scelto e svelato l'indizio, i giocatori devono confermare o cambiare entro 15 secondi la stima sull'età dell'ignoto premendo il pulsante. Se la seconda stima viene fatta fuori tempo, verrà presa in considerazione la stima fatta prima dell'indizio.
Se la coppia indovina l'età dell'ignoto, guadagnano 500 €, altrimenti, in caso di risposta sbagliata vedrà sottrarsi dal proprio montepremi una determinata cifra a seconda dell'ignoto per ogni anno di scarto. Le penalità sono così determinate:
- 1º sconosciuto: 1.000 euro di penalità per ogni anno di scarto;
- 2º sconosciuto: 2.000 euro di penalità per ogni anno di scarto;
- 3º sconosciuto: 4.000 euro di penalità per ogni anno di scarto;
- 4º sconosciuto: 5.000 euro di penalità per ogni anno di scarto;
- 5º sconosciuto: 6.000 euro di penalità per ogni anno di scarto;

Durante la fase finale del gioco, i candidati devono indovinare l'età di un sesto e ultimo sconosciuto, più enigmatico e misterioso.

### Versione con 8 sconosciuti
In questa versione, i concorrenti devono indovinare l'età esatta di sette persone comuni mai apparse in televisione e totalmente sconosciute. Nella prima fase di gioco, i concorrenti per ogni sconosciuto hanno a disposizione cinque indizi per poter indovinare l'età corretta che sono:
- La canzone: Viene fatto sentire ai concorrenti un brano uscito nell'anno di nascita dello sconosciuto;
- Il VIP: Viene mostrata la foto di un personaggio famoso nato nello stesso anno dello sconosciuto;
- La cronaca: in cui viene dato come indizio, un fatto di attualità avvenuto nell'anno di nascita dello sconosciuto;
- La storia: in cui viene dato un indizio storico dello stesso anno dello sconosciuto;
- L'intervallo: nel quale viene dato un intervallo temporale di 10 anni in cui è nato lo sconosciuto;
- Lo zoom: nel quale, viene data la possibilità ai concorrenti di scrutare lo sconosciuto più da vicino;
- Il ricordo: nel quale viene raccontato un aneddoto sulla vita dello sconosciuto che ha a che fare con l'anno in cui è nato.

Se la coppia indovina l'età dell'ignoto, guadagnano 500 €, altrimenti, in caso di risposta sbagliata vedrà sottrarsi dal proprio montepremi una determinata cifra a seconda dell'ignoto per ogni anno di scarto. Le penalità sono così determinate:
- 1º sconosciuto: 1.000 euro di penalità per ogni anno di scarto;
- 2º sconosciuto: 1.500 euro di penalità per ogni anno di scarto;
- 3º sconosciuto: 2.000 euro di penalità per ogni anno di scarto;
- 4º sconosciuto: 2.500 euro di penalità per ogni anno di scarto;
- 5º sconosciuto: 3.000 euro di penalità per ogni anno di scarto;
- 6º sconosciuto: 4.000 euro di penalità per ogni anno di scarto;
- 7º sconosciuto: 5.000 euro di penalità per ogni anno di scarto;

Durante la fase finale del gioco, i candidati devono indovinare l'età di un ottavo e ultimo sconosciuto, più enigmatico e misterioso.

## Diffusione
Il programma veniva trasmesso tutti i giorni dal lunedì al venerdì dalle 17:00 alle 19:15 dall'11 luglio 2016 al 5 agosto 2016. A causa dei bassi ascolti dovuti ad altri programmi, il programma venne trasmesso fino alle 21:00 per 4 puntate al giorno.
La seconda stagione è andata in onda dal 22 gennaio a giugno 2017 ogni domenica dalle 18:30 alle 21:00, mentre le restanti puntate inedite della stagione vennero trasmesse a partire dal 21 agosto 2017, dal lunedì a venerdì dalle 18:00 alle 21:00 e dal 4 settembre 2017 dalle 17:20 alle 17:45.

## Edizioni
| Edizione | Inizio          | Fine           | Conduzione       | Puntate | Telespettatori | Share |
| -------- | --------------- | -------------- | ---------------- | ------- | -------------- | ----- |
| 1ª       | 11 giugno 2016  | 21 agosto 2016 | Jean-Luc Lemoine | 55      |                |       |
| 2        | 22 gennaio 2017 | 25 agosto 2017 | Jean-Luc Lemoine | 8       |                |       |

## Versioni nel mondo
| Paese      | Nome                          | Canale       | Data debutto     | Data chiusura    |
| ---------- | ----------------------------- | ------------ | ---------------- | ---------------- |
| Austria    | Guess My Age                  | Puls 4       | 6 febbraio 2017  | 13 marzo 2017    |
| Germania   | Rate mal, wie alt ich bin     | Das Erste    | 2 dicembre 2016  | 10 marzo 2017    |
| Italia     | Guess My Age - Indovina l'età | TV8          | 28 agosto 2017   | 29 aprile 2022   |
| Grecia     | Guess My Age                  | Skai TV      | 9 settembre 2019 | in corso         |
| Slovacchia | Uhádni môj vek                | TV JOJ       | 15 agosto 2016   | in corso         |
| Ungheria   | Pénzt vagy éveket!            | TV2          | 11 luglio 2017   | in corso         |
| Thailandia | Guess My Age รู้หน้า ไม่รู้วัย       | Channel 7 HD | 2 ottobre 2019   | in corso         |
| Vietnam    | Đoán tuổi như ý               | VTV3         | 1 dicembre 2018  | 7 settembre 2019 |